# スパゲッティ・ハウス立てこもり事件
スパゲッティ・ハウス立てこもり事件（スパゲッティ・ハウスたてこもりじけん、Spaghetti House siege）は、1975年9月28日にイギリス・ロンドンで発生した武装強盗犯による人質立てこもり事件。イギリスのレストランチェーン「スパゲッティ・ハウス」のナイツブリッジ支店に9月28日未明、3人組の黒人強盗団が押し入るがこれに失敗し、店をロンドン警視庁（スコットランドヤード）の警官隊に包囲される中、店舗に残っていた従業員を人質にして10月3日まで6日間にわたって店内の倉庫に立てこもった。人質は全員が無事に解放される一方、実行犯のリーダーであるフランクリン・デイヴィスが自殺を図ったが一命を取止め、最終的には犯人全員が刑務所に収監された。
犯人らは黒人解放組織に所属しており、事件当初から犯行の動機が政治的なものだと主張し、後の裁判でも同様の主張を行って罪の免責を求めた。しかし、警察は当初より一般的な金銭目的の強盗だとみなし、実際に強盗事件の首謀者（自らは実行犯にならなかった）であったリロ・テルミネはギャンブルによる借金返済が動機であった。結局、デイヴィスら実行犯3名には17年以上の禁錮刑が下った。
事件の解決にあたって警察は法医学精神科医であるピーター・スコットの助言を受け、心理学の見地や、光ファイバーカメラを用いた最新技術による犯人や人質の状態の密かな監視などを駆使し、事件解決に役立てた。こうして得た知見は、同年12月にアイルランド共和軍暫定派（PIRA）が起こした人質立てこもり事件（バルカム・ストリート立てこもり事件）の解決に役立ち、同種の事件解決手法を確立した。

## 背景
第二次世界大戦後に労働力不足に陥ったイギリスは、イギリス帝国領内やイギリス連邦諸国から労働者を呼び寄せ政策をとった。こうして集められた者たちは低賃金、低技能の職種に就かされることとなり、貧しい住宅に住むことを余儀なくされた。
こうした経済状況のほか、黒人コミュニティの多くはこれをイギリス政府による人種差別的な政策とみなした。その結果、特に西インド諸島においてこのようなコミュニティの武装化を促した。さらに警察による嫌がらせや教育分野での差別は、彼らの感情をより悪化させた。
1970年代半ばに南アフリカ人種関係研究所の所長も務めたAmbalavaner Sivanandanは、第1世代が部分的にはイギリス社会への同化を果たしたのに対し、第2世代は反抗的な態度を見せるようになったと指摘している。立てこもり事件の最中に、黒人統一自由党、アフリカ系カリブ人組織、ブリクストン・クロイドン共同体、Fasimbasら、黒人組織は、犯人グループの背景として下記の共同声明を出している。
スパゲッティ・ハウス立てこもり事件の犯人グループのリーダーであるフランクリン・デイヴィス（Franklin Davies）は、28歳のナイジェリア人学生であり、武装強盗の前科があった。
共犯者は、24歳で西インド諸島出身のウェスリー・ディック（Wesley Dick、後にShujaa Mosheshと名乗る）と、22歳のガイアナ人アンソニー・マンロー（Anthony "Bonsu" Munroe、通称ボンス）であった。
3人共に黒人解放組織に関与しており、デイヴィスはアフリカのジンバブエ・アフリカ民族同盟とモザンビーク解放戦線（FRELIMO）のゲリラ軍に入隊しようとしていた。ディックはブラックパンサー党、黒人解放戦線（BLF）、Fasimba、黒人統一自由党の会議に出席した経歴があり、マンローはブラック・パワー運動に参加していた。
また、南アフリカ人種関係研究所の事務所に定期的に通い、ボランティアや図書館利用などを行っていた。Sivanandanと、歴史家のロブ・ウォーターズは、3人が「黒人支援学校への資金援助や、アフリカ人解放闘争への支援」を行うための資金を欲していたと指摘している。
ロンドンを拠点とするレストランチェーン「スパゲッティ・ハウス」は、当時、各支店の店長が毎週土曜日の夜、閉店後にナイツブリッジ支店に集まり、その週の売上をマネージャーに預けていた。そしてマネージャーは近くの銀行の夜間金庫にそれを預けるという業務がなされていた。

## 事件の経過

### 強盗の失敗と籠城の開始
1975年9月28日（日曜日）、午前1時30分頃、デイヴィスはディック、マンローと共にスパゲティ・ハウスのナイツブリッジ支店に押し入ると、その週の売上金を要求した（当時11,000ポンドから13,000ポンドあった）。1人は散弾銃（ソードオフ・ショットガン）を所持し、他の2人もそれぞれ拳銃で武装していた。
閉店後の薄明かりの中で、従業員は金の入った2つのブリーフケースを素早くテーブルの下に隠すことができた。犯人らは彼らを地下室へ閉じ込めた。
この間、総支配人は隙を見て建物裏手の非常階段から脱出し、ロンドン警視庁に通報した。それから数分以内に警官らが現場に駆けつけた。
逃走用に控えていた車の運転手サミュエル・アディソンは、計画が失敗したことを察知し、そのまま盗難車のフォードで現場から逃げ去った。
警官が店の1階に入ると、犯人たちは従業員らを人質に、14×10フィート（4.3×3.0メートル）ほどの広さである建物裏手の倉庫に入り、ドアに鍵を掛け、ビール樽でバリケードを作った。警官には「ドアに近づいたら撃つ」と大声で叫び、これを受けて警察は建物を包囲した。

### 犯人らの要求と動機の推測
最初の会話にて犯人らは警察に人質の名前を伝え、同時にデイヴィスの身元と犯罪歴も判明した。午前7時までに警察は一帯の封鎖と非常線を構築した。これは警察犬職員を含む400名規模のものであり、狙撃隊D11も投入されていた。
デイヴィスは自分は黒人解放戦線（BLF）の大佐（Captain）であると名乗り、その後の声明ではさらに、ブラックパンサーの分派グループである黒人解放軍のメンバーであると主張した。
その上でデイヴィスは警察に次のことを要求した。1：黒人服役囚2名の解放、2：内務大臣の現地視察、3：西インド諸島への逃走用飛行機の用意、4：ニュースによる状況把握のためのラジオの用意。黒人服役囚は既に釈放済みであったことはデイヴィスは知らず、要求が通ったのはラジオだけであった。
当初、警察は政治的動機に基づくテロ事件と想定していたが、後にこうした動機を一切否定し、純粋な犯罪事件だと断定した。
当時の警察庁長官であるロバート・マーク卿は後に以下のように述べている。
BLFの創設者の一人であるトニー・ソアレスは、警察に3人を知っていること、また交渉を申し出たが断られたと語っている。
ソアレスはBLFは平和的な組織であり、強盗事件は認知しておらず、支持もしないと付け加えた。
『Race & Class（人種と階級）』の共同編集者であるジェニー・ボーンは、3人を知っており、「おそらく動機はまったく異なる」と考察し、特にディックの動機について次のように語っている。

### 警察の作戦
立てこもりが起きてから15時間後の9月29日の朝、犯人らは誠意の証として人質の一人を解放した。59歳の別の店舗の店長であった。
また、2日目には体調を崩したために別の人質も開放された。
立てこもり事件中にはイタリア総領事マリオ・マンカが交渉役として犯人一味と連絡を取ろうとし、その際には具合の悪い人質1名と交代することを申し出たが、これは断られた。
西インド諸島出身で、元グレーター・ロンドン評議会議長であったピット卿も犯人との交渉を試みたが、成果はわずかなものであった。
モーズリー病院の法医学精神科医であるピーター・スコットは、立てこもりにおける犯人の精神状態について警察に助言を与えた。
彼は立てこもりが長引けば長引くほど、感情の転移が起こり、犯人たちが人質を殺害する可能性は低くなるだろうと指摘した。
これを受けて警察は、必要なだけ待って状況を落ち着かせ、犯人らとできるだけ長く交渉するという戦略を主とした。
この攻防戦において、警察は倉庫内の状況をリアルタイムで監視するため、光ファイバーカメラの技術をいち早く導入していた。2台のカメラが用いられ、1台目は温水パイプの横の壁を貫通して通され、2台目は金属製の通気口にスポイトで酸を垂らして小さな穴を開け、そこを通すというものであった。これによって警察は倉庫内の犯人3名の動きや会話を把握できていた。
また警察はメディアへの協力を求めた。デイリー・メール紙は警察の依頼を受けてギャング仲間の一人が逮捕されたという記事を掲載しなかった。
また、スコットからの情報と助言をもとに、警察はデイヴィスと、仲間2名の離間工作を進めた。4日目に警察はデイリー・エクスプレス紙を倉庫のドアの下の隙間から彼らに渡した。それには一面に、デイヴィスの写真や、彼がリーダーと説明する内容、さらに彼の仲間から得たという人物情報が掲載されていた。
さらに別ページには警察の捜査情報から彼らに武器を提供したと思われる容疑者の名も書かれていた。翌日、共謀者のうち2名が逮捕されると、警察はこれについてメディアに説明し、事件の政治的側面ではなく犯罪的側面を強調した。その夜、犯人たちはラジオのニュースでこのことを聞き、絶望した。そして日付が変わって深夜、投降を決意した。

### 犯人の投降と自殺未遂
10月3日午前2時55分、犯人たちは明かりを消すと話し合いを行った。そして午前3時40分、彼らは投降すると警察に告げた。まず人質が全員無傷で解放された後、警察は1人ずつ投降するよう求めた。銃を捨てた犯人2人ディックとマンローが外に出て警察に拘束された後、室内から銃声が響いた。最後に残っていたデイヴィスは22口径拳銃で自らの腹を撃ち、自殺を図った。
重傷を負った彼はセント・ジョージ病院に運ばれ、手術の結果、一命を取り留めた。ただ弾丸の摘出は行われなかった。
警察は彼のポケットから、下記の強盗直前に弟に宛てて書いたと見られるメモを見つけた。

## 事件後
解放された人質たちはデイヴィスと同じセント・ジョージ病院に運ばれたが、治療の必要はないことが確認された。その後、キャノンロウ署にて、彼らからの供述調書が作成された。
拘留中、デイヴィスはハンガーストライキを行った。また、人質の一人であったジョバンニ・スクラーノは定期的に彼に面会を求め、これはストックホルム症候群の一例とされた。
裁判は1976年6月8日に始まった。デイヴィス、ディック、マンロー以外に、3名の共犯者も出廷した。この共犯者らは強盗幇助（逃走用ドライバー）、銃器提供、共謀罪などさまざまな罪で起訴された。デイヴィスら主要3名は法廷の正当性自体を認めず、罪状への申し立ての求めに対しても「もう反論はしない。俺たちは500年も主張してきたんだ。これは裁判ではない、リンチパーティーだ」と叫んだ。
そして3人は法廷に背を向けると会話を始めた。裁判長のマーヴィン・グリフィス＝ジョーンズは、3人を独房に戻すと共に、弁護側には無罪の申し立てを行うように命じた。
共犯者の一人であったリロ・テルミネはレストラン強盗の共謀罪を認めた。検察は、彼が強盗の首謀者であり、ギャンブルでの借金返済のために計画したと指摘した。
裁判は6月30日に結審した。デイヴィス、ディック、マンローの3名はそれぞれ22年、18年、17年の禁固刑が、テルミネには6年の禁固刑が言い渡された。逃走車のドライバーであったアディソンは陪審が評決に達しなかったため再審に回され、もう一人の共犯者とされた人物には無罪判決が下った。
アディソンの再審は同年11月に行われ、有罪で禁固11年の刑が下った。
デイヴィス、ディック、マンローの3人は刑期を終えて出所後に、比較的若くして亡くなった。ディックはアフリカに移住し、Shujaa Moshesh と改名していた。
事件から1週間後にスパゲッティ・ハウスは店舗の営業を再開した。
2015年にこの店舗は街区の再開発のために営業終了を迎えた。

## 影響
1975年12月初旬、ロンドンのバルカム・ストリートにて、アイルランド共和軍暫定派（PIRA）のメンバーがアパートに人質をとって6日にわたり、立てこもるという事件が起きた（バルカム・ストリート立てこもり事件）。この事件ではスパゲッティ・ハウス立てこもり事件で得られた教訓が生かされ、リアルタイム監視や心理学の活用は、事件を成功裏に解決することに貢献した。
ピーター・ワディントンは、警察に関する研究において、「2件の立てこもり事件で用いられた作戦をロンドン市警が大々的に宣伝したことにより、待機策（消極策）は劇的に正当化された」と述べ、その上で「もし批判するとすれば、このような状況下において警察が武力を用いることに消極的になってしまったことだ」と指摘している。
1980年の駐英イラン大使館占拠事件でも当初は同じ作戦が踏襲されたが、テロリストが人質1名を殺害する事態に陥った。この事態を受けて、すぐに作戦が改められ、イギリス陸軍SAS（特殊空挺部隊）の投入による建物制圧によって事件は解決された。
1976年、トリニダード出身の作家兼映画監督のHorace Ovéは、本事件を基にした戯曲『A Hole in Babylon（バビロンの穴）』を書き、後にはBBCの『Play for Today』で放送もされた。また、1978年にはオヴェのものとはまったく別作品としてFarrukh Dhondyによる『Siege of Babylon（バビロンの立てこもり）』が製作された。